# Pierre Costabel
Pierre Costabel (né le 24 octobre 1912 à Draguignan, mort le 20 novembre 1989 à La Varenne-Saint-Hilaire), père de l'Oratoire, est un historien des sciences français, spécialisé dans le cartésianisme et le mécanisme. 

## Biographie
Issu d'une famille milhaudoise, il est le fils d'Armand Costabel, professeur agrégé de mathématiques, et de Marie-Louise Guérin. Son grand-père maternel est le poète et historien de Milhaud Pierre Guérin. Il a un frère, André, et une sœur, Lucie.
Normalien (promotion 1932) et agrégé de mathématiques à son tour (1935), Costabel fut mobilisé comme officier lors de la Drôle de guerre. Emprisonné à l'Oflag VI A à Soest, il fut profondément marqué pendant ses cinq années de captivité par la ferveur religieuse que des aumôniers français surent organiser autour d'une chapelle qu'ils avaient installée dans le camp. À la Libération, Costabel entra dans l'ordre des oratoriens.
Dans les années 1950, il se consacra à l'histoire du cartésianisme et du mécanisme, dont il devint une sommité. De 1964 à 1974, il révisa, en collaboration avec Bernard Rochot, l'édition Adam-Tannery des œuvres complètes de René Descartes. Il édita également les œuvres du père Malebranche.
Pierre Costabel était directeur d'études à l'École pratique des hautes études et fut le cinquième secrétaire perpétuel de l'Académie internationale d'histoire des sciences.

## Œuvres
- Leibniz et la dynamique : les textes de 1692, Hermann, collection Histoire de la pensée, 1960, VIII + 120 pages.
- L’oratoire de France et ses collèges in Enseignement et diffusion des sciences en France, ouvrage collectif dirigé par René Taton, Paris, Hermann, 1964.
- En collaboration avec Bernard Rochot, Œuvres de Descartes (11 vol.), Paris, Vrin, 1964-1974.
- Démarches originales de Descartes savant, Paris, Vrin, 1982.
- René Descartes Exercices pour les éléments des solides : Progymnasmata de solidorum elementis - Essai en complément d'Euclid, Edition critique avec introduction, traduction, notes et commentaires par Pierre Costabel, Paris, 1987.
- Œuvres [lire en ligne]